# Madacantha nossibeana
Madacantha nossibeana är en spindelart som först beskrevs av Embrik Strand 1916.  Madacantha nossibeana ingår i släktet Madacantha och familjen hjulspindlar.
Artens utbredningsområde är Madagaskar. Inga underarter finns listade i Catalogue of Life.